# Zara Moussa
Zara Moussa (sinh năm 1980) là một ca sĩ và rapper người Niger, biểu diễn dưới cái tên ZM.
Là người gốc Niamey, Moussa lần đầu tiên được chú ý đến công chúng vào năm 2002 khi cô giành chiến thắng trong một cuộc thi hip-hop tại thành phố quê hương  do Đại sứ quán Pháp tổ chức. Sau đó, cô trở thành nữ rapper đầu tiên từ Tây Phi ký hợp đồng thu âm. Album kết quả có tiêu đề Kirari, từ một từ tiếng Hausa được sử dụng để kêu gọi mọi người chiến đấu. Các bài hát của cô đề cập đến các vấn đề chính trị và xã hội như quyền của phụ nữ, lạm dụng trong nước, và các vấn đề quan trọng đối với sức khỏe cộng đồng; về vấn đề này, cô cũng tương tự như các rapper Nigeria khác, như Safiath. Nhiều người được biểu diễn bằng tiếng Pháp, nhưng một số người ở Zarma và một số người ở Hausa. Phong cách của cô pha trộn hip-hop và những ảnh hưởng khác của châu Phi. Moussa đã kết hôn và mô tả chồng cô, người đã viết một số bài hát và hỗ trợ sản xuất các bản thu của cô, vì sự hỗ trợ lớn nhất của cô ở một đất nước mà âm nhạc thường không được xem là một khoản đầu tư đáng giá, và cảnh hip-hop bị chi phối bởi đàn ông. Cô ấy cũng đã xuất hiện tại WOMEX.